# Choroba Charcota-Mariego-Tootha typu 1B
CMT1B (choroba Charcota, Mariego i Tootha typu 1B) – jedna z chorób należąca do grupy dziedzicznych neuropatii czuciowo-ruchowych o charakterze demielinizacyjnym (HMSP, hereditary motor and sensory neuropathy). CMT1B jest odpowiedzialne za mniej niż 2% wszystkich neuropatii uwarunkowanych genetycznie.
Zaliczana jest ona do HMSN typu I z uwagi na swój demielinizacyjny charakter. Charakteryzuje się zwolnieniem przewodzenia w nerwach obwodowych. Demielinizacja i następcza remielinizacja odpowiada za obecność tzw. tworów cebulowatych (ang. onion bulbs) widocznych w badaniu mikroskopowym.
W porównaniu z CMT1A choroba występuje rzadko i cechuje się znaczną różnorodnością fenotypową- vide niżej.

## Etiologia
Dziedziczona jest autosomalnie dominująco. Związana jest z mutacjami punktowymi w genie MPZ na chromosomie 1q21.2-23 kodującym białko mieliny 0 (zero). Mutacje typowo dotyczą części zewnątrzkomórkowych, ale mogą również dotyczyć innych miejsc, powodując przedwczesne zakończenie translacji.
Mutacje sporadyczne mogą dotyczyć ok. 50% przypadków.
Białko mieliny 0 – wielkość 28 kD, składa się z 219 aminokwasów. Syntetyzowane jest tylko i wyłącznie przez komórki Schwanna. Białko to stanowi około 50% wszystkich białek mieliny i pełni funkcję cząsteczki adhezyjnej, łączącej sąsiadujące blaszki mieliny zbitej. Jest niezbędne do prawidłowej funkcji mieliny.

## Patologia
Chorzy z objawami w wieku późniejszym prezentują łagodniejsze objawy, z prędkościami >30 m/s. Niedawno wskazano, iż za postać choroby może odpowiadać zróżnicowanie genetyczne. Mutacje MPZ z wczesnym początkiem mogą odzwierciedlać istotne uszkodzenie trzeciorzędowej struktury białka i zaburzeń adhezji blaszek mieliny w trakcie mielinizacji. Z kolei mutacje z późnym początkiem prawdopodobnie umożliwiają dokonanie się mielinizacji, lecz w dalszym etapie promują uszkodzenie mieliny i zaburzają interakcje akson – komórka Schwanna. Stąd postacie o wczesnym początku wykazują cięższy charakter, z niższymi wartościami przewodzenia (<20 m/sek) i bardziej rozległą demielinizacją.
Rozróżnia się dwa typy demielinizacji w zależności od miejsca mutacji.
- Zaburzenia w strukturze mieliny zbitej (osłabienie właściwości adhezyjnych białka 0) – z nieco mniejszą ilością zdemielinizowanych aksonów.
- Postać z ogniskowym sfałdowaniem mieliny i jej ścieńczeniem (także występujące w CMT typu 4B), mutacje dotyczące głównie domen zewnątrzkomórkowych. W tym typie patologii (związanej z pewną grupą mutacji) obserwuje się większą utratę aksonów, zarówno zmielinizowanych, jak i niezmielinizowanych. Mielina zachowuje strukturę mieliny zbitej.

## Objawy kliniczne i przebieg
Nie różnią się znacząco od postaci CMT1A.
- Objawy początkowe
  - Dziecko osiąga zazwyczaj kamienie milowe rozwoju ruchowego (chodzenie) w prawidłowym czasie,
  - Do rozwoju osłabienia mięśni dystalnych dochodzi w 1. lub 2. dekadzie życia, co skutkuje pojawieniem się zaburzeń chodu,
  - Inne cechy:
    - przeważające osłabienie mięśni odsiebnych
    - utrata czucia jest raczej łagodna, z osłabieniem czucia wibracji, dominuje w odsiebnych częściach kończyn,
    - brak odruchów głębokich,
    - powiększenie nerwów nie jest raczej wyczuwalne podskórnie,
- U niektórych pacjentów dochodzi do cięższej niepełnosprawności w wieku 20–40 lat.

## Diagnostyka
- Oprócz zmian w przewodnictwie nerwowym (prędkości przewodzenia zazwyczaj <20 m/sek) podobnych do obserwowanych w CMT1A, możliwe jest podwyższenie stężenia białka w płynie mózgowo – rdzeniowym – u ok. 75% pacjentów.
- Diagnostyka genetyczna – na świecie dostępne są testy do celów klinicznych oparte na sekwencjonowaniu, analizie mutacji i skriningu w kierunku mutacji[3].